# 日本ビデオコミュニケーション協会
特定非営利活動法人日本ビデオコミュニケーション協会（にほんビデオコミュニケーションきょうかい、英語: Japan Association of Video Communications、略称: JAVCOM）は、広く一般市民に対して、映像情報産業に関する調査、研究、セミナーの開催、人材の育成、情報の収集、提供を行い、映像情報産業の発展を促し、わが国の文化の向上に寄与することを目的とするNPO法人である。

## 沿革
- 1981年（昭和56年）8月21日 - 設立[1]
- 2004年（平成16年）8月31日 - 東京都よりNPO法人認証[1]